# Nuestra Señora de Soufanieh

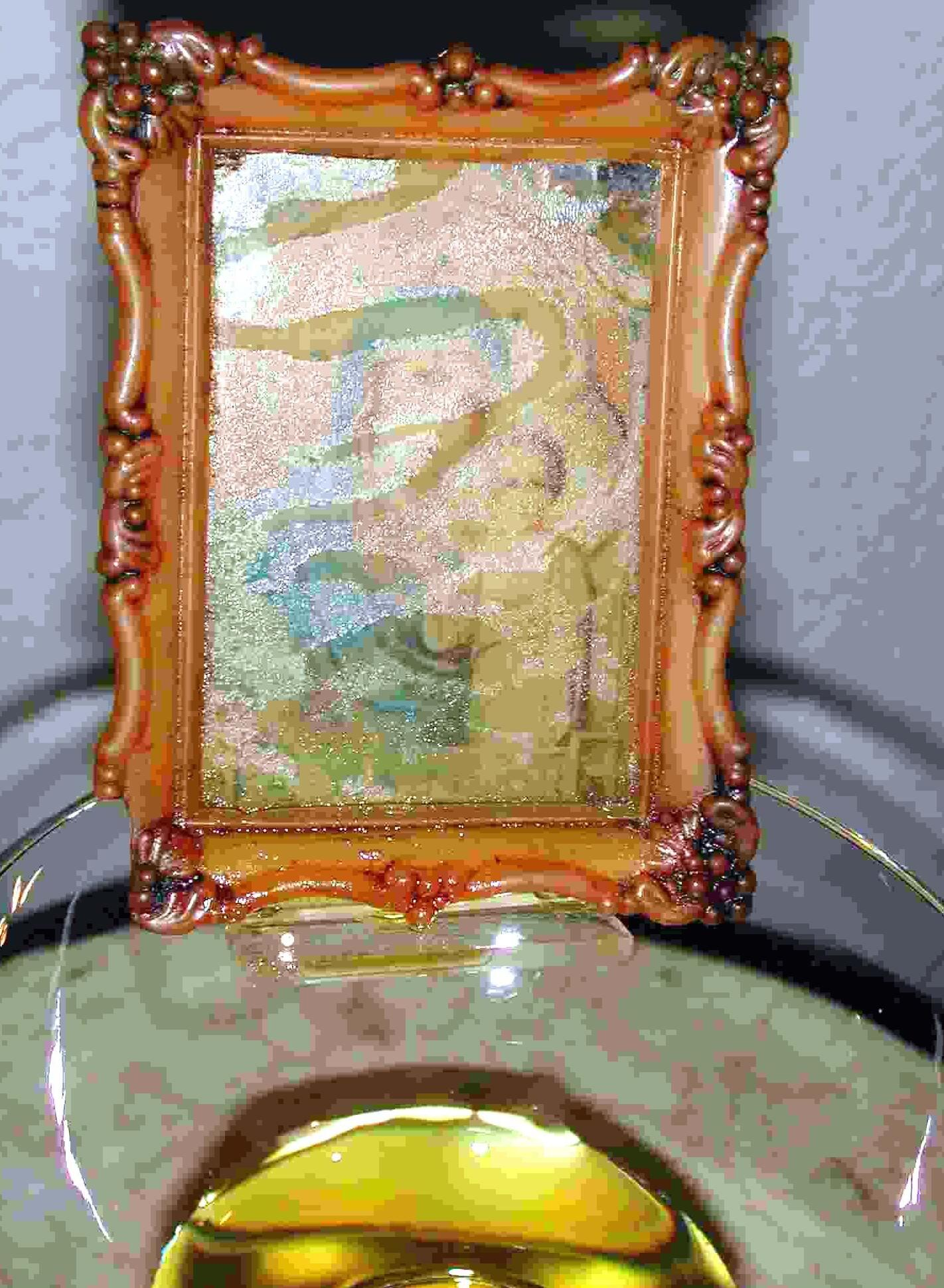
La imagen de la Virgen María que exuda un aceite

Nuestra Señora de Soufanieh se refiere a una aparición mariana que según los testigos tuvo lugar en Soufanieh, un suburbio de Damasco en Siria.

## Historia
Según el relato de los testigos, las apariciones tuvieron lugar en diciembre de 1982, y en enero, febrero y marzo de 1983. Durante las apariciones, una imagen de la Virgen María exudó un aceite milagroso, y lo mismo ocurrió con las manos y el rostro de Myrna Nazzour.
Brigid Keenan, que relató el hecho, escribió que el aceite exudado por Nazzour fue analizado y que cientos de personas, incluyendo algunos médicos y psiquiatras fueron testigos de las secreciones de Nazzour y no lograron demostrar que se tratase de un fraude. De acuerdo con su relato, a Nazzour le aparecieron estigmas en frente, manos, pies y costado, y que la Virgen se le apareció la azotea de su casa. Nazzour afirmó que la Virgen le dijo que "los cristianos deberían orar por la paz, por el amor y orar por la unidad de las iglesias cristianas". Las apariciones han sido aprobadas por la Iglesia Católica y la Ortodoxa.